# 西北伊薩卡 (紐約州)
西北伊薩卡（英語：Northwest Ithaca）是位於美國紐約州湯普金斯縣的普查規定居民點。

## 人口
根據2020年美國人口普查的數據，西北伊薩卡的面積為9.22平方千米，當中陸地面積為9.20平方千米，而水域面積為0.01平方千米。當地共有人口2231人，而人口密度為每平方千米241.97人。